# السياح (ولاد حمدان)
السياح هو دُوَّار يقع بجماعة بني مالك، إقليم القنيطرة، جهة الرباط سلا القنيطرة في المملكة المغربية. ينتمي الدوّار لمشيخة ولاد حمدان التي تضم 15 دوار. يقدر عدد سكانه بـ 1184 نسمة حسب الإحصاء الرسمي للسكان والسكنى لسنة 2004.

## روابط خارجية
- البوابة الوطنية للجماعات الترابية
- المندوبية السامية للتخطيط